# Saturnia grossei
Saturnia grossei är en fjärilsart som beskrevs av Ehinger. 1921. Saturnia grossei ingår i släktet Saturnia och familjen påfågelsspinnare. Inga underarter finns listade.